# Elisa Beuger
 (janvier 2019).
Si vous disposez d'ouvrages ou d'articles de référence ou si vous connaissez des sites web de qualité traitant du thème abordé ici, merci de compléter l'article en donnant les références utiles à sa vérifiabilité et en les liant à la section « Notes et références ».
 (février 2019).
Elisa Beuger, née le 22 octobre 1979 à Rotterdam,, est une actrice néerlandaise.

## Filmographie

### Cinéma
- 2005 : Gadjé : Suzan
- 2006 : Wild Romance (nl) : Dorien
- 2007 : Moordwijven (nl) : La vendeuse de sac à main
- 2012 : Nick : Moni
- 2015 : Dames 4 (nl) - Welmoed

### Téléfilms
- 2005 : Enneagram : Suzan
- 2005 : Jardins secrets : Wendy
- 2005 : Parels & Zwijnen (nl) : Rosita
- 2005 : Lieve lust (nl) : Wouter, la fille
- 2006 : Shouf Shouf! (nl) : Chantal
- 2008 : Keyzer & de Boer advocaten : Zoey Willemsen
- 2008 : Koning van de Maas (nl) : Sonja
- 2009 : Vuurzee (nl) : Erica
- 2009 : Flikken Maastricht : Kirsten Lammers
- 2009 : De co-assistent (nl) : Astrid
- 2010 : Verborgen gebreken (nl) : Ankie
- 2010 : De Maan Is Kapot : Mama
- 2011 : A'dam - E.V.A. (nl) : L'actrice de DND
- 2011-2013 : Overspel (nl) : Mariel
- 2012 : Bloedverwanten (nl) : Wendy
- 2012 : Moordvrouw : Abke
- 2012 : Beatrix, Oranje onder vuur (nl) : Emily
- 2012-2013 : Lieve Liza (nl) : Suus
- 2013 : Freddy Heineken (nl) : Marie-Anne
- 2013-2015 : Man bijt hond (nl) : Rôle inconnu
- 2014 : Divorce : Simone
- 2014 : Heer & Meester (nl) : Bernadette Heemskerk
- 2017 : Bruxelles (nl) : Laura de Vries
- 2017 : De mannen van dokter Anne : Mirjam de Kuyper
- 2017 : Zenith : La femme showroom
- 2017 : Mees Kees (nl) : La mère de Tobias
- 2018 : Zomer in Zeeland (nl) : Rosanne Tess
- 2018-2019 : De regels van Floor (nl) : Irma
- 2019 : Morten (nl) : Esther de Goede